# جنیفر ریزوتی
جنیفر ریزوتی (انگلیسی: Jennifer Rizzotti؛ زادهٔ ۱۵ مهٔ ۱۹۷۴) بازیکن بسکتبال اهل ایالات متحده آمریکا است.
وی در مسابقات کشوری و بین‌المللی در مجموع برندهٔ ۴ مدال طلا شده‌است.